# Marjan Šarec
Marjan Šarec (Ljubljana, 2. prosinca 1977.), slovenski političar, glumac, novinar i komičar.

## Životopis
Završetkom srednje škole 1996. upisuje studij glume na Akademiji za kazalište, radio, film i televiziju u Ljubljani, a diplomirao je 2001. godine. Ubrzo se zaposlio na Slovenskoj radioteleviziji, gdje je desetak godina radio kao komičar i satiričar te politički komentator. Za vrijeme komičarske karijere nosio je umjetničko ime Ivan Serpentinšek, prema liku iz narodnih predaja u Gorenjskoj. Radio je i honorarno kao novinar na RTV SLO.
Na podrčnim izborima 2010. izabran je za župana općine Kamnik. Četiri godine kasnije, ponovno je izabran sa 64 % glasova potpore.
U svibnju 2017. najavio je svoju predsjedničku kandidaturu za izbore u studenom iste godine. Dok su medij tijekom kampanje Pahora isticali kao naizglednijeg kandidata za osvajanje izbora, zbog rastuće popularnosti i iskustva, Šarec se predstavio kao vođa lijevog centra i predstavnik novog naraštaja političara osjetljivih za “socijalna pitanja i malog čovjeka”. U prvom krugu osvojio je malo manje od 25 % glasova i većinu glasova u dvije od osam izbornih jedinica, da bi u drugom krugu tijesno izgubio od Pahora za 40 000 glasova, na izborima s rekordno niskom izlaznosti birača (41 %), 100 000 manje nego na prethodnim izborima.
Oženjen je suprugom Barbarom i ima dvije kćeri.